# توم جورجسون
توم جورجسون (بالإنجليزية: Tom Georgeson)‏ هو ممثل بريطاني، ولد في 8 أغسطس 1937 بليفربول في المملكة المتحدة.

## أعمال

### أفلام
- (1988) سمكة تدعى وندا
- (2007) ملاك[5]

## وصلات خارجية
- توم جورجسون على موقع IMDb (الإنجليزية)
- توم جورجسون على موقع قاعدة بيانات الفيلم (الإنجليزية)